# NOISE (フジテレビ)
- フジテレビジョン > フジテレビ番組一覧 > フジテレビ系アニメ > NOISE (フジテレビ)
- アニメ > テレビアニメ > フジテレビ系アニメ > NOISE (フジテレビ)
- テレビ番組 > 深夜番組 > 深夜アニメ > NOISE (フジテレビ)

『NOISE』（ノイズ）は、フジテレビにて毎週水曜 26:08 - 26:38に放送されていた関東ローカルの深夜アニメ枠である。
金曜未明（木曜深夜）の『ノイタミナ』枠、およびその他の平日深夜枠に関しては該当項を参照。

## 概要
『メディア工房』に内包されていたが、土曜の『DO!深夜』枠時代とは異なり、GコードおよびEPGは別途で扱われていた。
番組オープニングやアイキャッチ時に「NOISE」のロゴが表示されていた（『ミチコとハッチン』ではオープニング冒頭の画面左下やアイキャッチ時に表示されている。全局共通。）。
かつてフジテレビのアニメ部門のプロデューサーであった山本幸治曰く、2010年4月期に『ノイタミナ』枠を1時間に拡大するきっかけとして、当枠の放送時間帯の深さが故に「より多くの人に観てもらい」「売れにくい企画でも、この枠でやったから売れた」としたかったが「あの時間帯では正直つらかった」点を挙げ、更に当枠自体が、「ノイタミナを1時間枠にしたいという話から、別枠でやるという話に着地」したという経緯があり、いずれは『ノイタミナ』枠と統合する考えであったと明かしている。なお、『ノイタミナ』の2枠体制は劇場版アニメへの注力を理由に2015年3月をもって終了している（2021年1月期のみ前作の延期のため2枠体制が復活）。
本枠とは直接関係ないが、2018年10月に『+Ultra』枠が新設されたことにより9年ぶりにフジテレビの水曜深夜にアニメ枠が復活している。

## 作品一覧
- ミチコとハッチン（2008年10月16日 - 2009年3月19日）
- リストランテ・パラディーゾ（2009年4月9日 - 6月25日）
- 青い花（2009年7月2日 - 9月10日） - 当番組のみ関東ローカル放送。